# Alsókocsoba
Alsókocsoba (románul: Cociuba Mare) település Romániában, Bihar megyében.

## Fekvése
Bihar megyében, Tenkétől délkeletre, Bélfenyér és Petegd között fekvő település.

## Története
A falu területén újkőkorszaki és Hallstatt-kori település maradványait tárták fel.
Nevét az oklevelek a 15. században említették először Kocsuba néven. A település földesura a nagyváradi latin szertartású püspök volt, de rajta kívül a görögkatolikus püspöknek is volt itt birtoka. A görögkeleti vallású, román lakosságú településen a 20. század elején 334 ház állt. Lakóinak száma ekkor 1307 fő volt.
Alsókocsoba a trianoni békeszerződés előtt Bihar vármegye Tenkei járásához tartozott.

## Nevezetességek
- Görögkeleti fatemploma az 1800-as évek elején épült.